# Національна портретна галерея Австралії
Національна портретна галерея Австралії (англ. National Portrait Gallery — портретна галерея, розташована у місті Канберра, Австралія. Одна з п'яти національних портретних галерей у світі.
Національна портретна галерея Австралії є колекцією портретів видатних австралійців. Галереї була створена в травні 1998 року, але спочатку не мала свого будинку і до 2008 року розміщувалася в старій будівлі парламенту. 4 грудня 2008 року відбулося офіційне відкриття Національної портретної галереї в новій будівлі на Кінг-Едвард-Террас, поруч з будівлею Високого суду Австралії.

## Історія
На початку 1900-х років художник Том Робертс висловив думку, що Австралія повинна мати національну портретну галерею, але втілити його ідею в життя вдалося тільки в 1990-х.
У 1992 році в Канберрі відкрилася виставка «Незвичайні австралійці», яку підготували засновники та покровителі галереї, Гордон і Мерілін Дарлінг, ця виставка також була показана в чотирьох державних галереях, пропагандуючи ідею національної портретної галереї. У 1994 році під керівництвом Національної бібліотеки Австралії перша виставка галереї була відкрита в старій будівлі парламенту. Це було ще за чотири роки до призначення Ендрю Саєрса директором Національної портретної галереї і до офіційного створення галереї, як установи. Відкриття експозиції у парламентській бібліотеці та у двох суміжних крилах Старої будівлі парламенту у 1999 році ознаменувало створення галереї як самостійної установи.
Зростаюча експозиція вимагала збільшення виставкових площ, а пристосовані приміщення не могли цього забезпечити, тому був проведений архітектурний конкурс на проектування будівлі галереї, який виграла сіднейська фірма Johnson Pilton Walker, яка і побудувала новий будинок галереї площею 14 000 квадратних метрів. Будівля галереї світового класу побудована з використанням матеріалів з усіх штатів і територій Австралії і інтегрована в архітектурне середовище парламентської зони.

## Колекція

### Зала №1: Галерея Мерілін Дарлінг
Ця галерея не має постійної експозиції, вона призначена для тематичних виставок з використанням фондів галереї, а також для розміщення експонатів тимчасових і спеціальних виставок.

### Зала №2: Обрані портрети
Представлені кращі роботи Національної портретної галереї, ця галерея постійно поповнюється завдяки селекційній роботі фахівців музею. Завдяки сучасному підходу до портретного живопису і індивідуальності осіб, які знаходяться на передньому краї сучасного життя, провідні художники щороку створюють нові портрети видатних особистостей Австралії.

### Зала №3: Галерея Роберта Отлі
Ця галерея представляє історичні портрети аборигенів Нового Південного Уельсу і Тасманії, дослідників і навігаторів, а також представників першої хвилі європейських поселенців і представників колоніальної адміністрації.

### Зала №4: Галерея Лянгісів
Ця галерея представляє портрети представників другої хвилі поселенців, громадських лідерів, артистів і музикантів. Золота лихоманка 1850-х років викликала приплив іммігрантів з країн Європи, Америки і Китаю. А до кінця дев'ятнадцятого століття над Австралією вже витав дух незалежності. Провідним художником цього часу був Том Робертс, деякі портрети якого знаходяться у цієї залі.

### Зала №5: Галерея Джона Шаффера
Представлені роботи австралійських художників і фотографів в період між першою і другою світовими війнами, в період становлення незалежної Австралії.

### Зала №6: Галерея Фейрфакса
Представлені портрети австралійців другої половини двадцятого століття, коли імміграція з усіх куточків світу принесла культурні відмінності в мегаполіси і міста Австралії і сформувала мультікультурну націю.

### Зала №7: Галерея Яна Поттера
Представлені сучасні портрети і фотографії талановитих лідерів, бізнесменів, спортсменів, науковців, лікарів і письменників. Час від часу у цієї залі проводяться спеціальні виставки, на цей період постійна експозиція переміщується у зали № 2 і № 6.

### Зала №8/9: Галерея виставок
Галерея призначена для проведення художніх виставок, в тому числі і міжнародних.

## Галерея

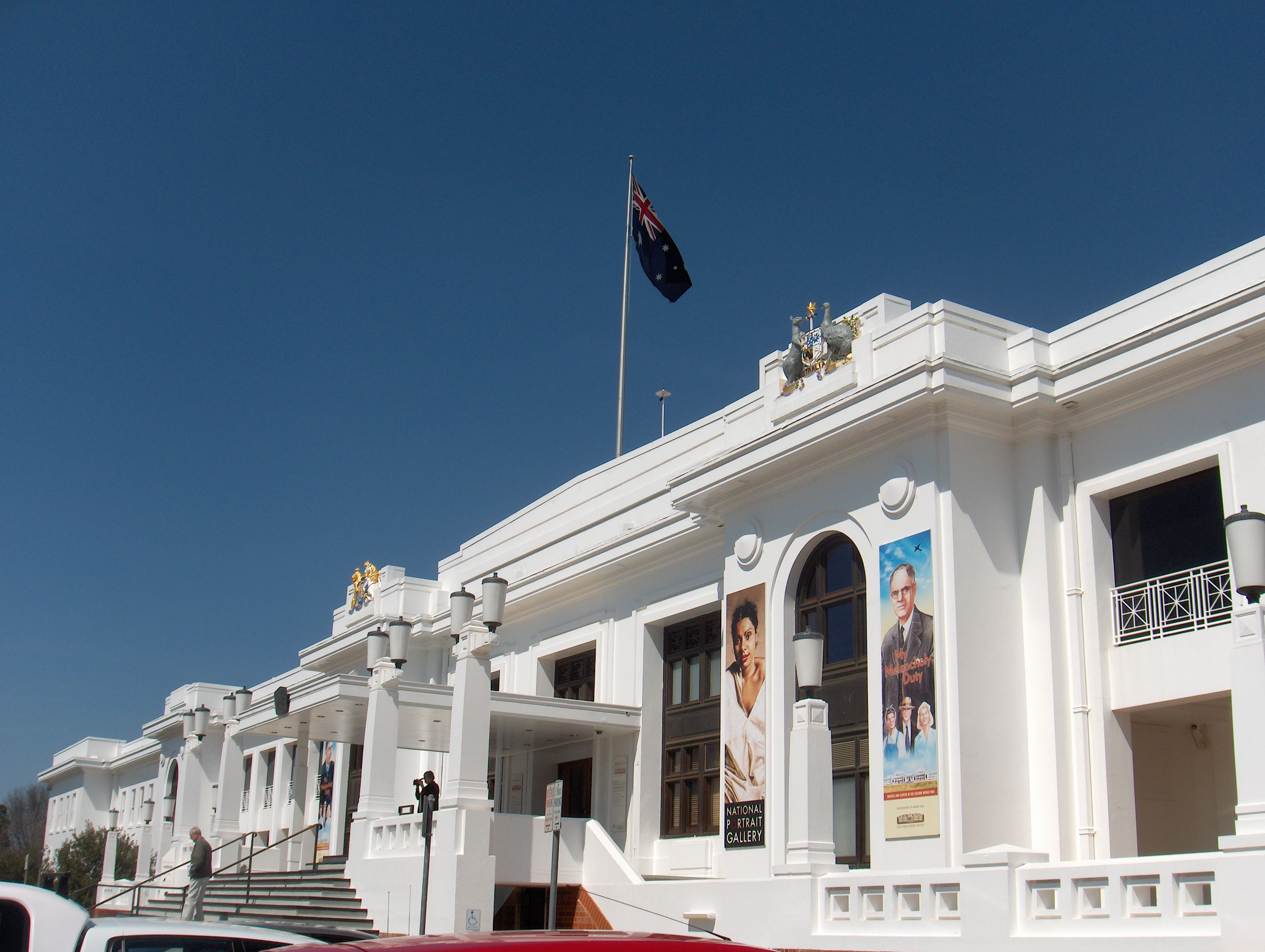
Національна портретна галерея Австралії у старому будинку парламенту, 2005 рік
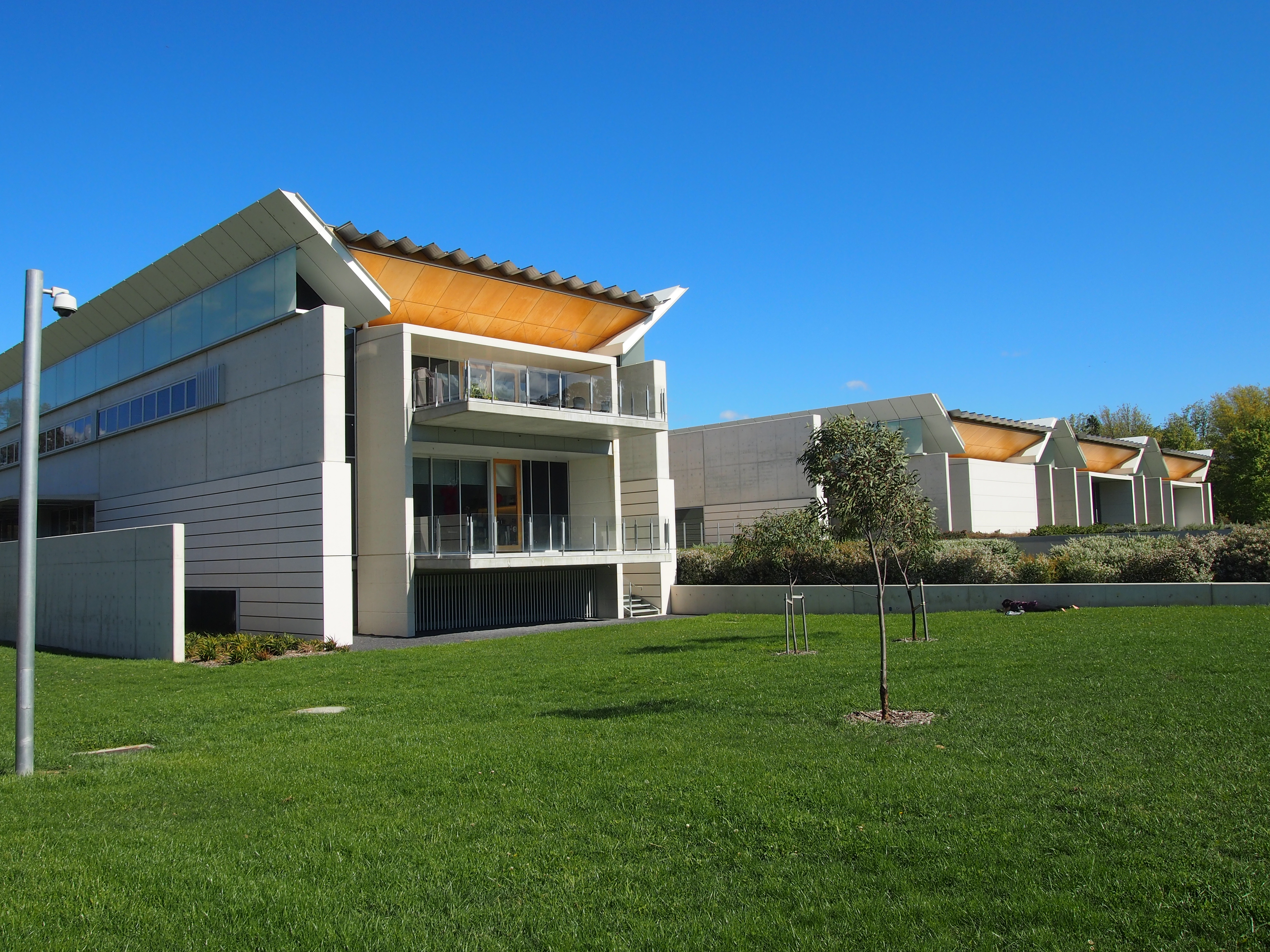
Західний фасад галереї
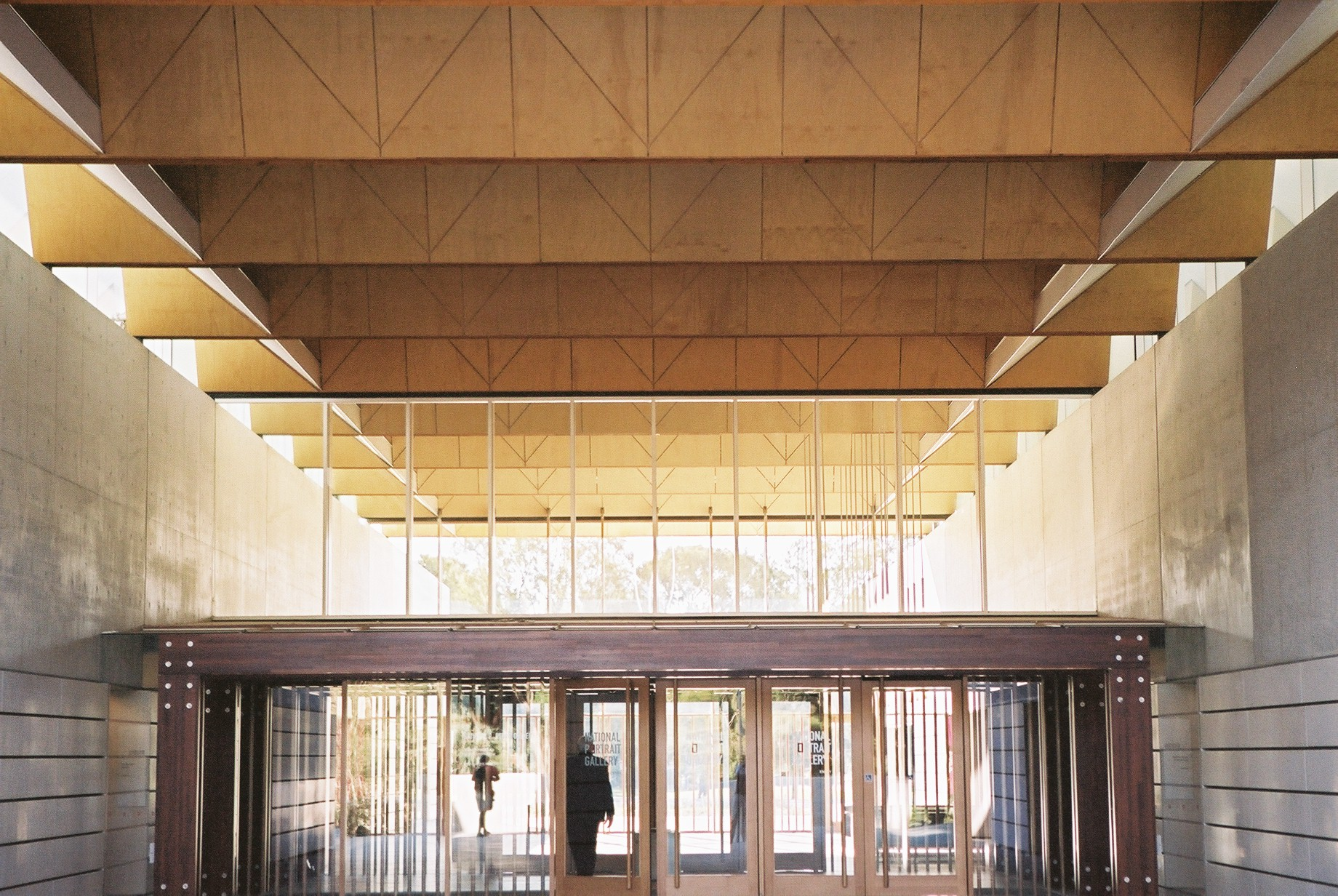
Вхід до галереї
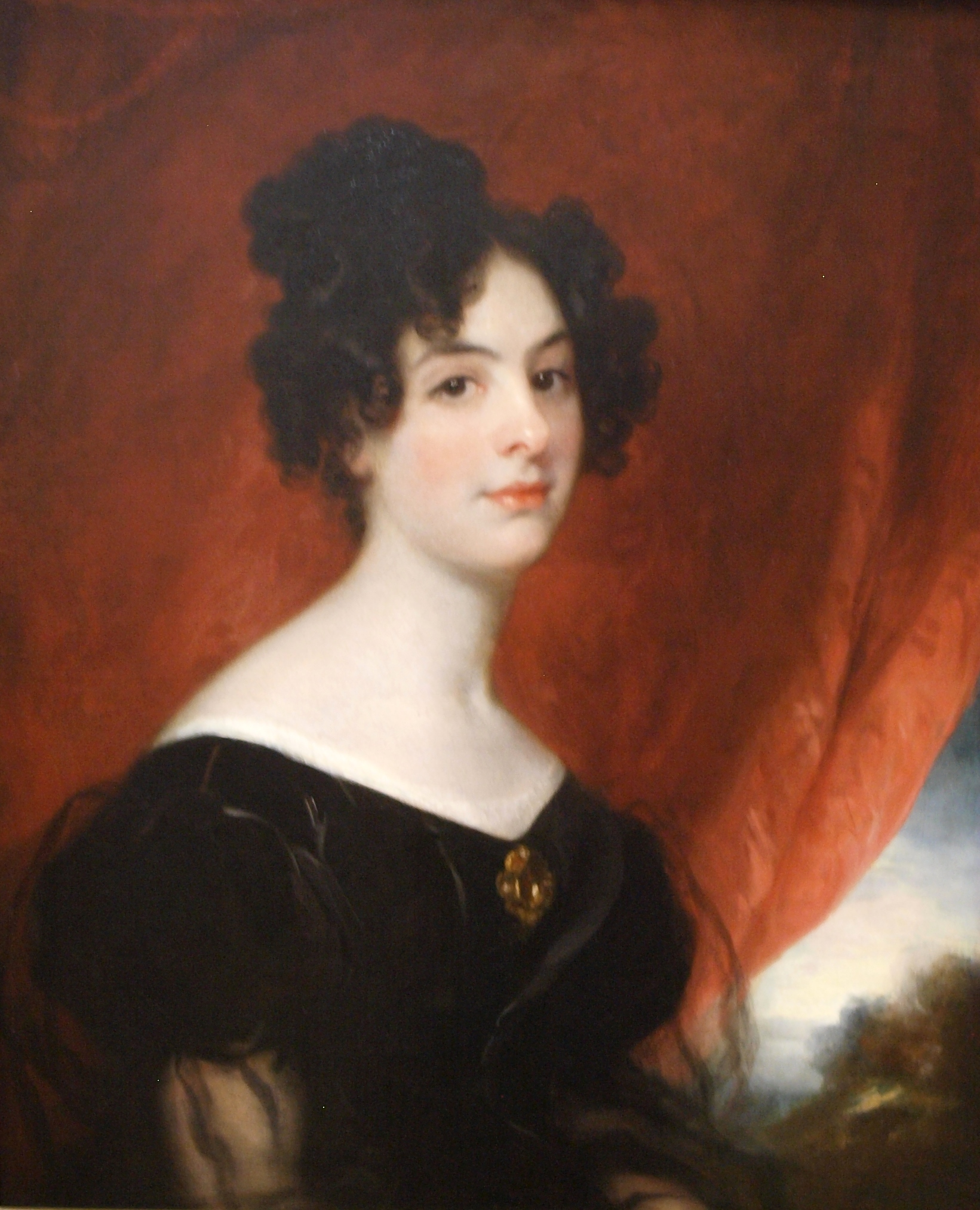
«Портрет Еллен Стірлінг», художник Томас Філліпс, 1828
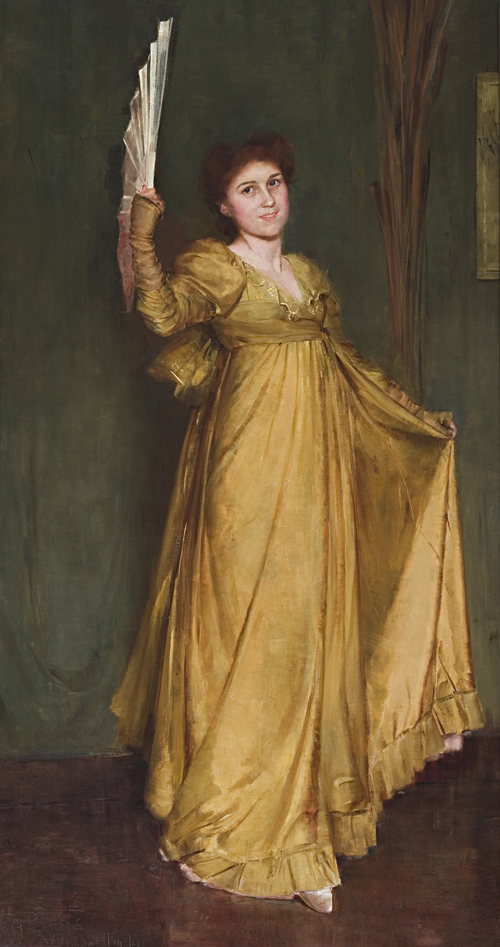
«Портрет актриси Хільди Спонг», художник Том Робертс, 1900
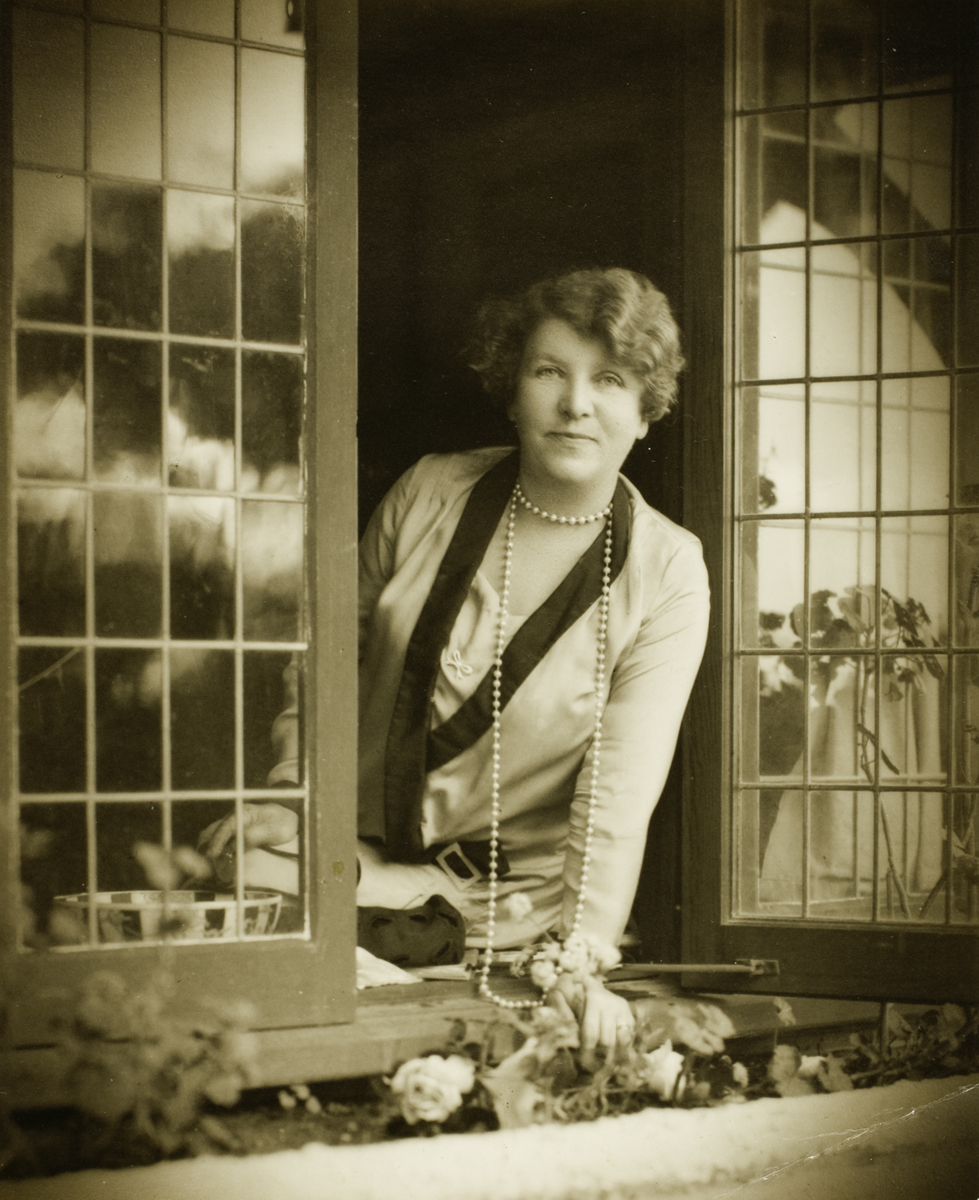
Фотопортрет письменниці Етель Тернер